# Sila Savine
 Sila Savine (en langue russe : Сила Савин) est un peintre russe d'icônes et de fresques de la seconde moitié du XVIIe siècle, dont les dates et lieux de naissance ne sont pas connus avec précision. Avec Goury Nikitine il dirige un artel d'artistes peintres d'icônes de Kostroma et de Iaroslavl qui crée des fresques dans les cathédrales de Kostroma, de Iaroslavl, de Moscou, de Pereslavl-Zalesski (en 1668). Ses compositions sont des récits décoratifs remplis de détails de la vie quotidienne.

## Œuvres
À Rostov, dans la cathédrale de la Dormition (Rostov) en 1669, il vient aider, avec Nikitine, le maître Sébastien Dmitriev qui, dix ans après le début des travaux (en 1659), ne parvenait pas à achever l'œuvre entreprise à la tête de son artel.
Dans les vingt dernières années du XVIIe siècle, les cycles de fresques sont abondantes. Les fresques de l'église du Prophète Élie de Iaroslavl ont été exécutées en 1680 sous le règne du tsar Fédor III. Goury Nikitine et Sila Savine ont dirigé ensemble les travaux avec quinze peintres, selon les inscriptions sur les fresques. L'individualité des artistes est relativement faible dans ce genre de travail si bien que le travail collectif ne compromet pas l'homogénéité de l'ensemble.
Nikitine est le plus connu des deux iconographes et Simon Ouchakov l'a soutenu professionnellement à la cour à Moscou où il était bien introduit. Mais il est impossible de discerner la part exacte de chacun des deux collaborateurs. Les surfaces à peindre sont gigantesques et il faut travailler à plusieurs. Il reste que, parmi les compagnons (tovaritchi) de l'artel, il y avait aussi des badigeonneurs et que le résultat est parfois inégal. Les maîtres de l'artel Nikitine et Savine se réservaient dès lors les surfaces les plus en vue.   
Ces fresques de Iaroslavl constituent un décor et il est difficile de concentrer son attention sur les détails. Depuis la voûte jusqu'aux soubassements c'est un enchevêtrement complexes de lignes , de couleurs, de personnages. L'inspiration vient de la Bible ou de gravures étrangères hollandaises et allemandes qui arrivent avec les marchands. La Bible illustrée de Claes Jansz Visscher, dit Nicolas Piscator, est une source inépuisable pour l'artel de Nikitine et Savine.
Les peintres adaptent ces sources à leur culture ; ainsi les cavaliers de l'Apocalypse (gravure d'Albrecht Dürer) renversent des fuyards coiffés de bonnets tatars. 

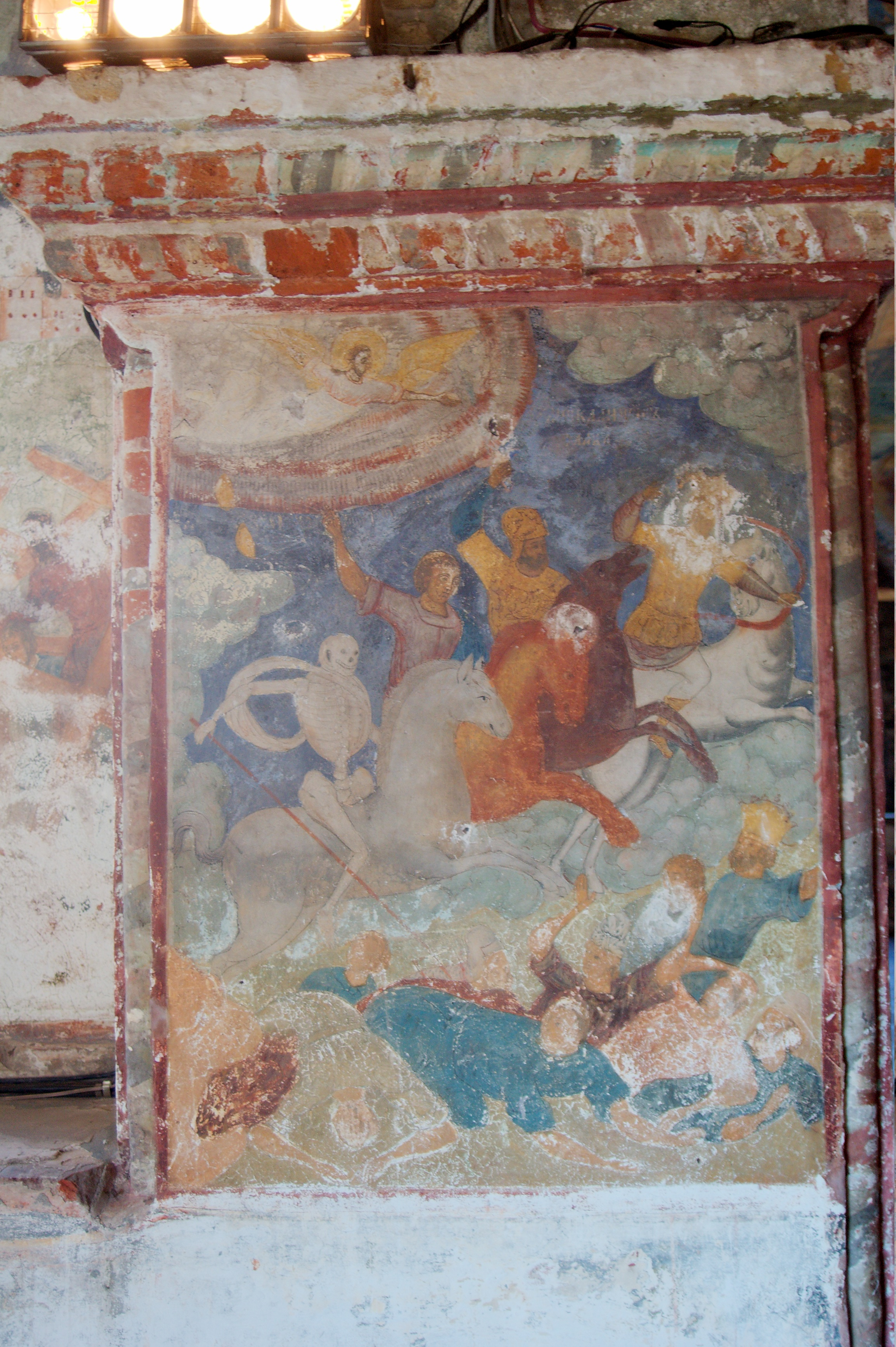
4 Cavaliers de l'apocalypse renversant des fuyards tatars.
Fresques à Iaroslavl
Fresques à Iaroslavl
Fresques à iaroslavl
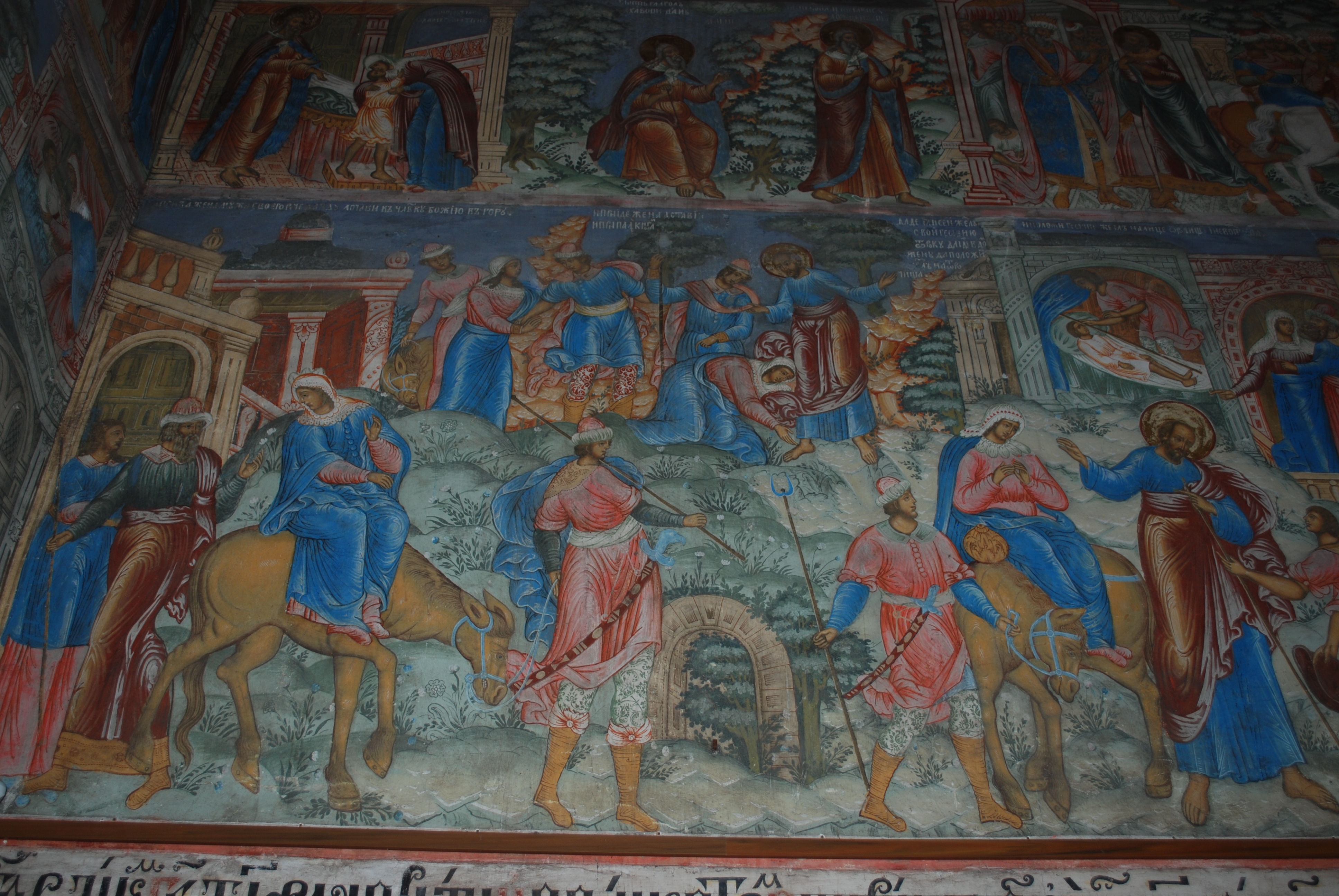
Fresques dans l'église du prophète Élie (1680-81, G. Nikitine et S. Savine).
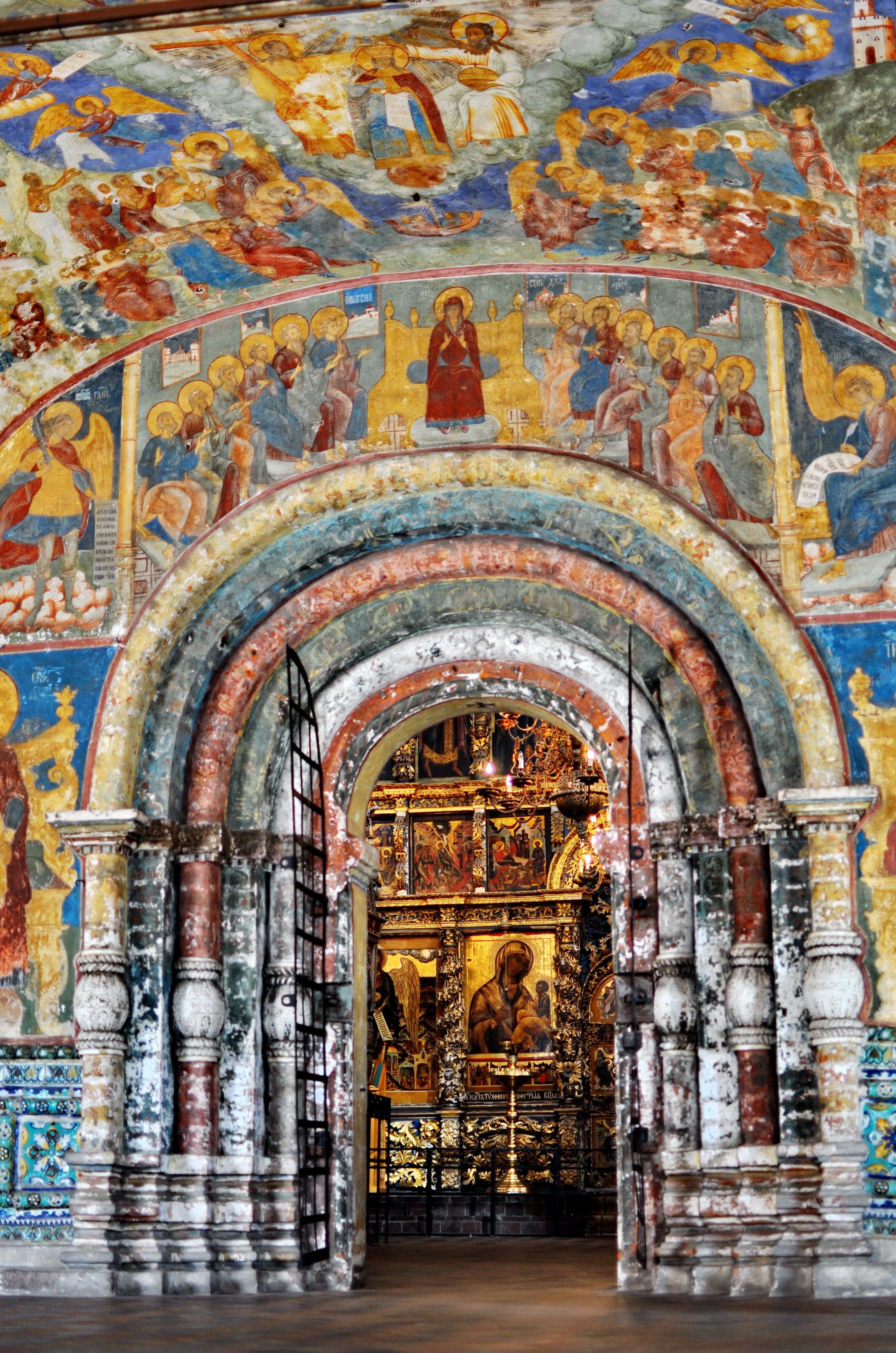
église du prophète Élie